# Walter Köhnlein
Walter Köhnlein (* 16. Februar 1936 in Nürnberg) ist ein deutscher Pädagoge und Universitätsprofessor. Von 1980 bis 2001 war er Leiter des neuen Arbeitsbereiches Didaktik des Sachunterrichts an der Hochschule/Universität Hildesheim, ab 1993 Direktor am Institut für Grundschuldidaktik und Sachunterricht mit den Arbeitsschwerpunkten Theorie und Praxis des Sachunterrichts, Erforschung der Anfänge des naturwissenschaftsbezogenen Denkens bei Kindern sowie didaktische Aufarbeitung der Pädagogik Martin Wagenscheins. Er war Mitbegründer der Gesellschaft für Didaktik des Sachunterrichts (GDSU) und von 1992 bis 1997 deren 1. Vorsitzender.

## Leben
Walter Köhnlein war Lehrer an Grund- und Hauptschulen, Dozent für Didaktik der Physik an der Pädagogischen Hochschule und Universität Bayreuth. 1980 berief ihn das Land Niedersachsen auf die erste Professur für Didaktik des Sachunterrichts. An der Universität Hildesheim gründete er (zusammen mit Horst Schaub) das Institut für Grundschuldidaktik und Sachunterricht. Er hatte maßgeblichen Einfluss auf die Entwicklung der Didaktik des Sachunterrichts und ihre Etablierung als wissenschaftliche Fachdidaktik in Deutschland. 
Unmittelbar nach der Wiedervereinigung trug er als Mitinitiator und späterer Vorsitzender des Gründungsvorstandes der Gesellschaft für Didaktik des Sachunterrichts e.V. (GDSU) wesentlich dazu bei, dass die Didaktik des Sachunterrichts bundesweit an Universitäten und Pädagogischen Hochschulen durch eigene Professuren mit Lehre und Forschung vertreten ist. Er ist Mitbegründer der Publikationsreihen „Probleme und Perspektiven des Sachunterrichts“ und „Forschungen zur Didaktik des Sachunterrichts“ der GDSU im Verlag Julius Klinkhardt. Seine zahlreichen Vorträge und Veröffentlichungen sowie seine rege persönliche Kommunikation haben das Verständnis und die Ausrichtung des Faches nachhaltig geprägt. Seine Arbeitsgebiete umfassen Theorie und Konzeptionen des Sachunterrichts, naturwissenschaftliche Bezüge im Sachunterricht, genetisch-exemplarischer Sachunterricht, Curriculumforschung, die Pädagogik Martin Wagenscheins, Lehrerbildung, Unterrichtsforschung. 
In seinem Hauptwerk Sachunterricht und Bildung entwickelt er eine Theorie des Sachunterrichts unter Rückgriff auf den Ansatz des genetischen Lehrens und Lernens. Die Sachen des Sachunterrichts, seine gegenständlichen, gedanklichen und methodischen Inhalte, stellt er in neun, an Domänen des Wissens orientierten Dimensionen vor, bezieht sie auf das Lernpotenzial von Kindern und legt sie auf die Praxis des Unterrichts aus. Grundlegung der Bildung erfordert klärende Auseinandersetzung mit Sachen, Prozesse des Verstehens und Aufbau von Kompetenz.
Seine Kooperation mit japanischen Wissenschaftlern, insbesondere mit Nobuyuki Harada von der Japanischen Gesellschaft für Lebenskunde, hat dazu beigetragen, dass didaktische Konzeptionen des Sachunterrichts auch in Japan rezipiert werden.

## Veröffentlichungen (Auswahl)
- Aufgaben und Ziele des Sachunterrichts. In: J. Kahlert, M. Fölling-Albers, M. Götz, A. Hartinger, S. Miller, S. Wittkowske (Hrsg.): Handbuch Didaktik des Sachunterrichts. Bad Heilbrunn. (= UTB. 8621). 2., aktualisierte und erweiterte Auflage. Klinkhardt, 2015, S. 88–97.
- Sache als didaktische Kategorie. In: J. Kahlert, M. Fölling-Albers, M. Götz, A. Hartinger, S. Miller, S. Wittkowske (Hrsg.): Handbuch Didaktik des Sachunterrichts. Bad Heilbrunn. (= UTB. 8621). 2., aktualisierte und erweiterte Auflage. Klinkhardt, 2015, S. 36–40.
- Sachunterricht und Bildung. Julius Klinkhardt Verlag, Bad Heilbrunn 2012.
- mit Roland Lauterbach (Hrsg.): Verstehen und begründetes Handeln. Julius Klinkhardt Verlag, Bad Heilbrunn/Obb. 2004.
- mit Helmut Schreier (Hrsg.): Innovation Sachunterricht – Befragung der Anfänge nach zukunftsfähigen Beständen. Julius Klinkhardt Verlag, Bad Heilbrunn/Obb. 2001.
- mit Brunhilde Marquardt-Mau und Helmut Schreier (Hrsg.): Vielperspektivisches Denken im Sachunterricht. Julius Klinkhardt Verlag, Bad Heilbrunn/Obb. 1999.
- Grundlegende Bildung und Curriculum des Sachunterrichts. In: W. Wittenbruch, P. Sorger (Hrsg.): Allgemeinbildung und Grundschule. Münster. Lit Verlag, 1990, S. 107–125.
- Die Pädagogik Martin Wagenscheins. 1973. URN: urn:nbn:de:0111-pedocs-145461peDOCS